# Amaurornis flavirostra
Amaurornis flavirostra là một loài chim trong họ Rallidae.

## Hình ảnh

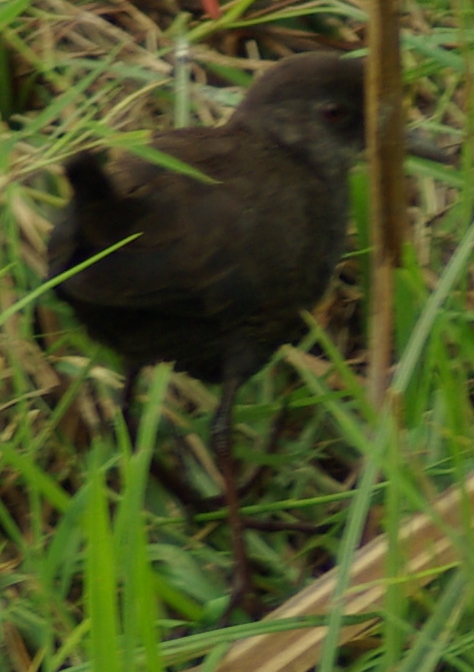
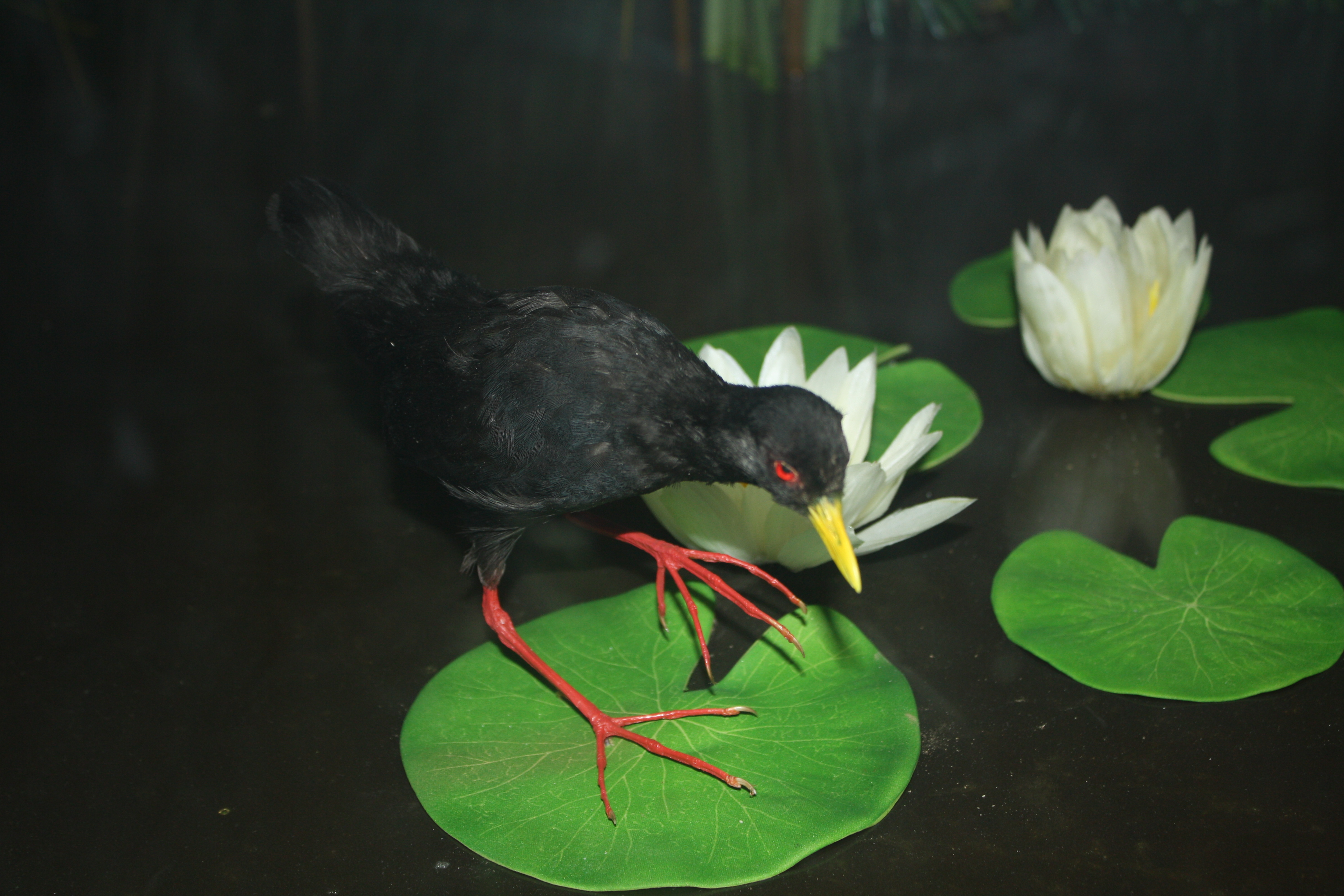
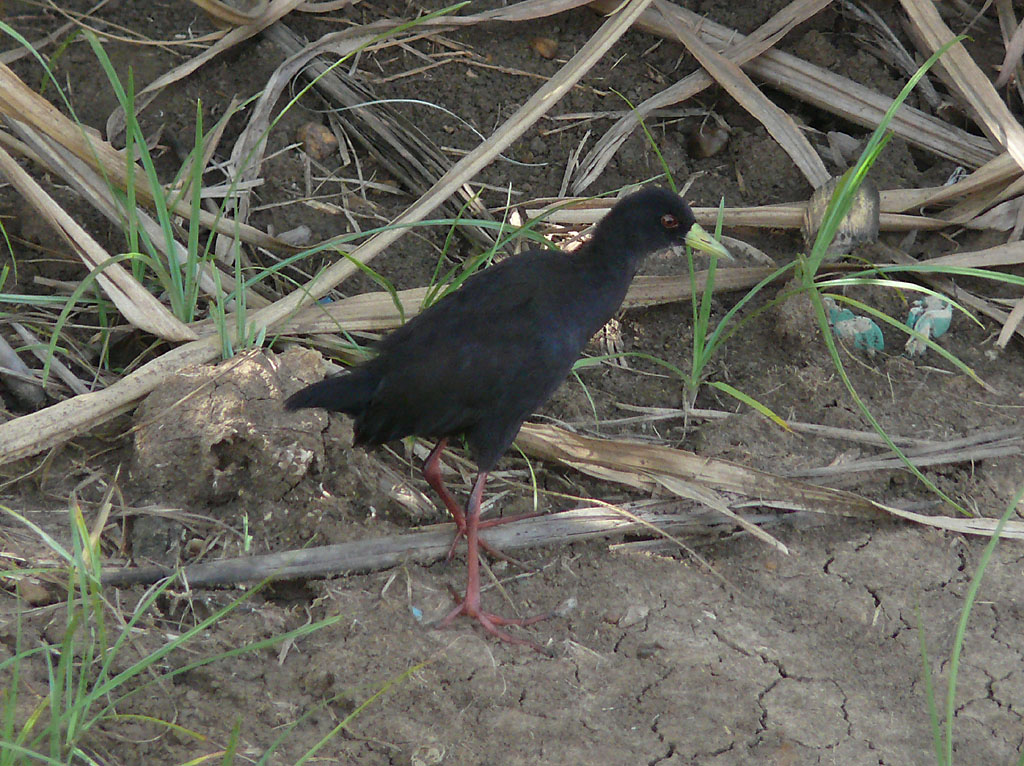